# 경주신문
경주신문(慶州新聞)은 대한민국 경상북도 경주시에 있는 주간 신문이다.

## 연혁
- 1989년 11월 15일 김경오 전 신라병원 원장이 창간
- 1994년 3월 시민기자단 구성 및 운영 시작
- 1996년 1월 제호 한글로 변경
- 1996년 1월 한글 가로쓰기로 발행
- 1997년 1월 특수주간지과 일반주간지로 변경 등록
- 2000년 12월 인터넷 홈페이지 개설
- 2001년 5월 경주시민상 제정
- 2006년 1월 한국지역신문협회 우수회원사 선정(2011년까지 6년 연속 선정)
- 2007년 4월 경북연합뉴스 등록 운영

## 같이 보기
- 한국어 신문 목록